# William DeHart Hubbard
William DeHart Hubbard   (Cincinnati, 25 de novembre de 1903 - Cleveland, 23 de juny de 1976) va ser un atleta estatunidenc, especialista en el salt de llargada i curses de velocitat, que va competir durant la dècada de 1920. Fou el primer atleta afroamericà en guanyar un or olímpic en una prova individual.
El 1924 va prendre part en els Jocs Olímpics de París, on disputà dues proves del programa d'atletisme. Va guanyar la medalla d'or en la prova del salt de llargada per davant d'Edward Gourdin i Sverre Hansen, mentre en el triple salt no aconseguí cap salt vàlid i fou eliminat en sèries. Quatre anys més tard, als Jocs d'Amsterdam, finalitzà en onzena posició en la prova del salt de llargada.
El 1927 es va graduar a la Universitat de Michigan. Va guanyar els títols nacionals de salt de llargada de 1922 a 1927 i el de triple salt de 1922 i 1923. El 13 de juny de 1925, als Campionats Universitaris NCAA de Chicago va establir un nou rècord mundial de salt llargada amb un salt 7,89 metres, 13 cm millor que el del seu compatriota Robert LeGendre. El 5 de juny de 1926 igualà el rècord mundial de les 100 iardes amb un temps de 9.6".

## Millors marques
- 100 iardes. 9.6" (1926)
- triple salt. 14m 90cm (1923)
- salt de llargada. 7m 89cm (1925)[2][4]